# Bunaeopsis hersilia
Bunaeopsis hersilia är en fjärilsart som beskrevs av John Obadiah Westwood 1849. Bunaeopsis hersilia ingår i släktet Bunaeopsis och familjen påfågelsspinnare. Inga underarter finns listade i Catalogue of Life.